# Tomari-te
Tomari-te (泊手?, in okinawense: Tumai-dī) si riferisce al karate che si praticava intorno al villaggio di Tomari. Il Tomari-te si sviluppò soprattutto grazie all'influenza di diplomatici e di altri visitatori cinesi esperti di quanfa come Wan Ji, Anan e Ason, nel tardo XVII secolo. Insieme al Naha-te e al Shuri-te, il Tomari-te è parte integrante del corpus del Tode-jutsu, ovvero l'arte del Tōde.

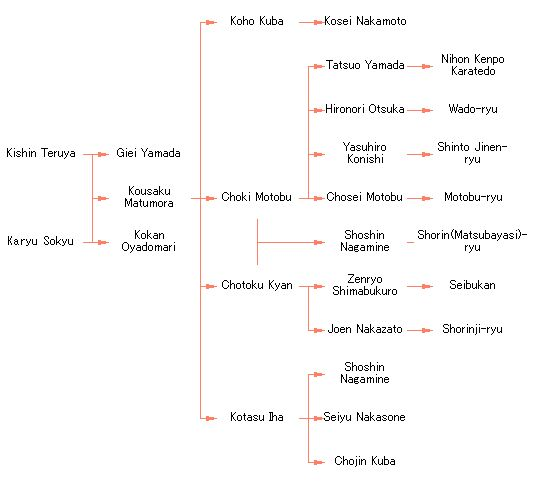
La genealogia del Tomari-te

L'Okinawa-te o più semplicemente Te, detta anche Tōde, si differenziò subito in tre stili, a seconda dei luoghi di Okinawa in cui veniva praticato: il Naha-te (sul modello del kung fu/gongfu della Cina meridionale), lo Shuri-te e il Tomari-te (entrambi sul modello del kung fu/gongfu della Cina settentrionale).
Importanti maestri okinawensi di Tomari-te:
- Matsumora Kōsaku
- Oyadomari Kokan
- Yamazato Gikei
- Motobu Chōki
- Kyan Chōtoku

Importanti kata
- Ananku
- Rōhai
- Oyadomari Passai
- Wankan
- Wanduan
- Wansu